# Tamga (fóssil)
Tamga é um gênero de forma ovóide do período Ediacarano da região do Mar Branco, na Rússia.

## Etimologia
O nome genérico é retirado da palavra turca, "tamga", que significa foca ou marca de gado. O nome específico é uma palavra composta de crasis, tirada do latim, de hamulus (pequeno gancho) e da forma feminina de feros, "carregar". Assim, o nome científico pode ser traduzido como "selo que carrega pequenos ganchos".

## Descrição
Tamga um pequeno fóssil (de 3,8 a 5,4 mm de comprimento) de contorno ovóide com uma zona achatada e uma zona central convexa. Sua zona central contém sete isômeros semelhantes a ganchos, com suas partes mais curtas orientadas para a direita e esquerda do eixo do corpo em um arranjo semelhante a uma estrela. As saliências, direita e esquerda, são organizadas em duas fileiras em ordem alternada e seu tamanho aumenta da extremidade mais estreita para a mais larga do corpo do fóssil. T. hamulifera é provavelmente um membro de Proarticulata, pois é muito semelhante a Praecambridium na forma geral e pela presença de isômeros em forma de gancho; Tamga também é semelhante a Onega no corpo achatado com um grupo compacto de isômeros na parte central circundada por uma zona indivisa. Os fósseis de Tamga podem ser escleritos, por exemplo, como escleritos de paleoescolecídeos mostram uma forma semelhante, um disco com um anel ou fileiras de tubérculos no centro. Mas o tamanho dos fósseis de Tamga são duas ordens de magnitude menores que os dos escleritos paleoescolecídeos, e nenhum esclerito mineralizado de qualquer tipo foi encontrado.